# 第24回日劇學院賞
←第23回 - 第24回 - 第25回→
第24回日劇學院賞是針對2000年一到三月在日本播出的連續劇做出投票與評比，這一期一共有二十九部連續劇被提名。

## 得獎名單

### 最優秀作品賞
1. 美麗人生
2. 相親結婚
3. 3年B組金八先生
4. 二千年之戀
5. 蒙娜麗莎的微笑

### 主演男優賞
1. 木村拓哉（美麗人生）
2. 中村裕介（相親結婚）
3. 東山紀之（平成小氣夫婦）

### 主演女優賞
1. 常盤貴子（美麗人生）
2. 松隆子（相親結婚）
3. 藥師丸博子（戀愛中毒）

### 助演男優賞
1. 渡部篤郎（美麗人生）
2. 市川染五郎（名牌愛情）
3. 宮澤和史（二千年之戀）

### 助演女優賞
1. 水野美紀（美麗人生）
2. 淺野溫子（平成小氣夫婦）
3. 水野真紀（金曜日的戀人們）

### 主題歌賞
1. B'z：今夜看見月亮的山丘（美麗人生）
2. 今井美樹：Goodbye Yesterday（名牌愛情）
3. V6：野性之花（月下棋士）

### 其他
- 新人俳優賞：西川貴教（美麗人生）
- 最佳服裝賞：今井美樹（名牌愛情）
- 腳本賞：北川悅吏子（美麗人生）
- 監督賞：生野慈朗、土井裕泰（美麗人生）
- 劇中音樂賞：神思者（二千年之戀）
- 卡司賞：生野慈朗（美麗人生）
- 片頭賞：生野慈朗（美麗人生）
- 電視週刊特別賞：「3年B組金八老師」的網站製作人員

## 投票結果

### 作品賞

#### 評審投票
1. 美麗人生
2. 3年B組金八老師
3. 相親結婚

#### TV記者投票
1. 美麗人生
2. 3年B組金八老師
3. 相親結婚

#### 讀者投票
1. 美麗人生
2. 二千年之戀
3. 相親結婚
4. 3年B組金八老師
5. 名牌愛情
6. 平成小氣夫婦
7. 月下棋士
8. 灰姑娘夜未眠
9. 蒙娜麗莎的微笑
10. 金曜日的戀人們

### 主演男優賞

#### 評審投票
1. 木村拓哉（美麗人生）
2. 東山紀之（平成小氣夫婦）
3. 金城武（二千年之戀）

### TV記者投票
1. 木村拓哉（美麗人生）
2. 中村裕介（相親結婚）
3. 東山紀之（平成小氣夫婦）

#### 讀者投票
1. 木村拓哉（美麗人生）
2. 金城武（二千年之戀）
3. 中村裕介（相親結婚）
4. 東山紀之（平成小氣夫婦）
5. 武田鐵矢（3年B組金八老師）
6. 江口洋介（蒙娜麗莎的微笑）
7. 森田剛（月下棋士）
8. 橋爪功（京都迷宮案內）
9. 柴田恭兵（刑事情熱系）
10. 原田龍二（南町奉行事件帖  憤怒！求馬2）

### 主演女優賞

#### 評審投票
1. 常盤貴子（美麗人生）
2. 藥師丸博子（戀愛中毒）
3. 松隆子（相親結婚）

#### TV紀者投票
1. 常盤貴子（美麗人生）
2. 松隆子（相親結婚）
3. 藥師丸博子（戀愛中毒）

#### 讀者投票
1. 常盤貴子（美麗人生）
2. 中山美穗（二千年之戀）
3. 松隆子（相親結婚）
4. 今井美樹（名牌愛情）
5. 竹內結子（明日香）
6. 木村佳乃（愛神惡作劇）
7. 藥師丸博子（戀愛中毒）
8. 深田恭子（愛情夢幻）
9. 藤原紀香（金曜日的戀人們）
10. 原沙知繪（灰姑娘夜未眠）

### 助演男優賞

#### 評審投票
1. 渡部篤郎（美麗人生）
2. 宮澤和史（二千年之戀）
3. 窪塚洋介（相親結婚）

#### TV記者投票
1. 渡部篤郎（美麗人生）
2. 市川染五郎（名牌愛情）
3. 窪塚洋介（相親結婚）

#### 讀者投票
1. 渡部篤郎（美麗人生）
2. 宮澤和史（二千年之戀）
3. 市川染五郎（名牌愛情）
4. 高橋克典（金曜日的戀人們）
5. 上川隆也（灰姑娘夜未眠）
6. 西川貴教（美麗人生）
7. 池內博之（美麗人生）
8. 窪塚洋介（相親結婚）
9. 內野聖陽（昨日的敵人是今日的朋友）
10. 石田壹成（愛神惡作劇）

### 助演女優賞

#### 評審投票
1. 水野美紀（美麗人生）
2. 水野真紀（金曜日的戀人們）
3. 佐藤珠緒（相親結婚）

#### TV記者投票
1. 水野美紀（美麗人生）
2. 淺野溫子（平成小氣夫婦）
3. 黑木瞳（愛情夢幻）

#### 讀者投票
1. 水野美紀（美麗人生）
2. 淺野溫子（平成小氣夫婦）
3. 黑木瞳（愛情夢幻）
4. 水野真紀（金曜日的戀人們）
5. 妃蕊（二千年之戀）
6. 川原亞矢子（相親結婚）
7. 安達祐實（灰姑娘夜未眠）
8. 葉月里緒菜（蒙娜麗莎的微笑）
9. 山口紗彌加（月下棋士）
10. 仲間由紀惠（二千年之戀）

### 主題歌賞

#### 評審投票
1. B'z：今夜看見月亮的山丘（美麗人生）
2. GLAY：HAPPINESS（金曜日的戀人們）
3. 今井美樹：Goodbye Yesterday（名牌愛情）

#### TV記者投票
1. B'z：今夜看見月亮的山丘（美麗人生）
2. 今井美樹：Goodbye Yesterday（名牌愛情）
3. 小事樂團：sure（虛擬美少女）

#### 讀者投票
1. B'z：今夜看見月亮的山丘（美麗人生）
2. 今井美樹：Goodbye Yesterday（名牌愛情）
3. 大無限樂團：Yesterday & Today（二千年之戀）
4. V6：野性之花（月下棋士）
5. 松隆子：何時會有櫻花雨（相親結婚）
6. GLAY：HAPPINESS（金曜日的戀人們）
7. ELEPHANT KASHIMASHI：so many people（灰姑娘夜未眠）
8. 野猿：First impression（相親結婚）
9. 小事樂團：sure（虛擬美少女）
10. 深田恭子：閃耀的瞬間（愛情夢幻）